# Erland Wadsten
Peter Erland Wadsten, född 30 mars 1769  i Fagerhults socken, Kalmar län, död 12 november 1823 i Högsby socken, Kalmar län, var en svensk målare.

## Biografi
Wadsten var son till målarmästaren Johan Henrik Wadsten och Helena Fagerholm och gift med Kajsa Greta Knutsson. Han var bror till Anna Maria Wadsten och Lovisa Wadsten samt sonson till Peter Erlandsson Wadsten. Första noteringen för arbeten av Wadsten daterar sig till 1792 då han tillsammans med sin farbror Carl Fredrik Wadsten signerar en takmålning på en bondgård i Sjökrok i Kristdala. Längre fram i tiden förekommer hans signatur flitigt på möbler, golvur och andra lösa föremål. Han målade föremålen med rokokoslingor, blomsterdekorer och ägarmonogram. Han var mycket produktiv och titulerades Häradsmålaren i sin hembygd. Wadsten är representerad vid Kalmar läns museum, Oskarshamns museum på Fredriksberg och Locknevi hembygdsgård.